# Bilawal Bhutto Zardari

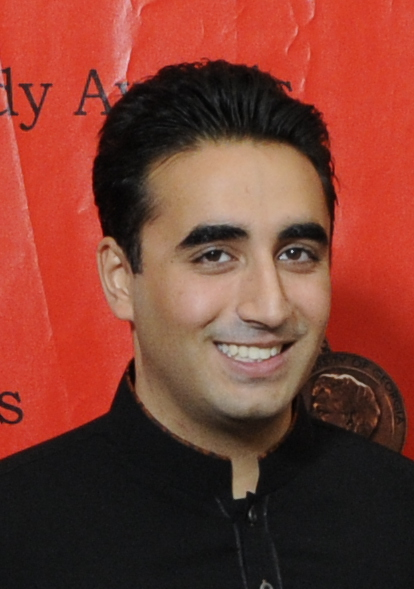
Bilawal Bhutto Zardari in 2012

Bilawal Bhutto Zardari (Urdu: بلاول بھٹو زرداری; Karachi, 21 september 1988) is een Pakistaans politicus. Hij is sinds 2007 voorzitter van de Pakistan Peoples Party. Hij is de enige zoon van president Asif Ali Zardari en voormalig premier Benazir Bhutto.
Toen Bilawal drie maanden oud was, werd zijn moeder premier van Pakistan. Het regime werd gekenmerkt door corruptie en vriendjespolitiek. In 1990 werd zij door president Ghulam Ishaq Khan ontslagen. Zijn moeder vestigde zich, samen met haar kinderen, in Dubai om gerechtelijke vervolging te ontlopen. Bilawals vader Asif Ali Zardari werd gearresteerd en veroordeeld wegens corruptie. Hij kwam in 2004 op borgtocht vrij. 
Bilawal studeerde geschiedenis aan Christ Church, een college van de universiteit van Oxford. Zijn beveiliging daar kostte daar meer dan 1 miljoen pond per jaar. In 2007 keerde hij terug naar Pakistan, nadat zijn moeder was omgekomen bij een aanslag. Het was haar politieke wil dat Bilawal haar zou opvolgen als partijleider. Omdat hij nog te jong was en omdat hij nog niet was afgestudeerd, werd zijn vader mede-voorzitter. Bilawals politieke invloed nam toe nadat hij was afgestudeerd en zijn vader in 2011 naar Dubai vertrok voor medische hulp.